# Olivier Megaton
Olivier Megaton (nacido como Olivier Fontana; el 6 de agosto de 1965) es un director, escritor y editor francés de cine, conocido por dirigir The Red Siren, Transporter 3, Colombiana y Taken 2.

## Primeros años
Fontana nació en Francia 20 años después de los bombardeos atómicos sobre Hiroshima y Nagasaki, y su elección del nombre artístico, Megaton, fue influenciado por esto. Creció en París en un banlieue. Después de conocer a Jean-Baptiste Mondino, comenzó a trabajar en el cine.

## Filmografía
| Año  | Película                                  | Acreditado como | Acreditado como | Acreditado como | Acreditado como |
| Año  | Película                                  | Director        | Escritor        | Editor          | Segunda unidad  |
| ---- | ----------------------------------------- | --------------- | --------------- | --------------- | --------------- |
| 1996 | Hard Head (cortometraje)                  | Sí              |                 |                 |                 |
| 1997 | One Dance, One Song (Serie de televisión) | Sí              |                 |                 |                 |
| 1998 | No Happy End (cortometraje)               | Sí              | Sí              |                 |                 |
| 1998 | Tout morose                               | Sí              |                 |                 |                 |
| 1998 | Je ne veux pas être sage (cortometraje)   | Sí              | Sí              | Sí              |                 |
| 1999 | Histoires d'objets (Serie de televisión)  | Sí              |                 |                 |                 |
| 1999 | Chambre n° 13 (Serie de televisión)       | Sí              |                 |                 |                 |
| 2000 | Exit                                      | Sí              | Sí              |                 |                 |
| 2001 | Les redoutables (Serie de televisión)     | Sí              |                 |                 |                 |
| 2002 | The Red Siren                             | Sí              | Sí              |                 |                 |
| 2002 | Chrysalis (cortometraje)                  | Sí              | Sí              |                 |                 |
| 2006 | Sable noir (Serie de televisión)          | Sí              | Sí              |                 |                 |
| 2007 | Angie (cortometraje)                      | Sí              | Sí              |                 |                 |
| 2007 | Hitman                                    |                 |                 |                 | Sí              |
| 2008 | Transporter 3                             | Sí              |                 |                 | Sí              |
| 2011 | Colombiana                                | Sí              |                 |                 |                 |
| 2012 | Taken 2                                   | Sí              |                 |                 |                 |
| 2015 | Taken 3                                   | Sí              |                 |                 |                 |